# Huggenäs socken
Huggenäs socken i Värmland ingick i Näs härad och är sedan 1971 en del av Säffle kommun, från 2016 inom Södra Ny-Huggenäs distrikt.
Socknens areal är 36,89 kvadratkilometer varav 36,81 land. År 1949 fanns här 402 invånare.  Sockenkyrkan revs 1842 varefter Södra Ny sockenskyrka användes.   

## Administrativ historik
Socknen har medeltida ursprung och nämns för första gången 1423 som hvggenesse.
Vid kommunreformen 1862 övergick socknens ansvar för de kyrkliga frågorna till Huggenäs församling och för de borgerliga frågorna bildades Huggenäs landskommun. Landskommunen uppgick 1952 i Värmlandsnäs landskommun som 1971 uppgick i Säffle kommun. Församlingen uppgick 1970 i Ny-Huggenäs församling.
1 januari 2016 inrättades distriktet Södra Ny-Huggenäs distrikt, med samma omfattning som Ny-Huggenäs distrikt församling hade 1999/2000 och fick 1970, och vari detta sockenområde ingår.
Socknen har tillhört län, fögderier, tingslag och domsagor enligt vad som beskrivs i artikeln Näs härad. De indelta soldaterna tillhörde Värmlands regemente, Näs kompani.

## Geografi
Huggenäs socken ligger på norra delen av Värmlandsnäs öster om Säffle. Socknen är en odlad slättbygd med inslag av skog.
Egendomen Uggleberg ligger i socknen.

## Fornlämningar
Två hällkistor är funna liksom tre domarringar.

## Namnet
Namnet skrevs 1423 Hugganæs och innehåller hugg, 'kalhuggen plats' och näs med oklar syftning.

## Befolkningsutveckling
| Befolkningsutvecklingen i Huggenäs socken 1750–1960                                                      | Befolkningsutvecklingen i Huggenäs socken 1750–1960 | Befolkningsutvecklingen i Huggenäs socken 1750–1960 | Befolkningsutvecklingen i Huggenäs socken 1750–1960 | Befolkningsutvecklingen i Huggenäs socken 1750–1960 |
| --- | --------------------------------------------------- | --------------------------------------------------- | --------------------------------------------------- | --------------------------------------------------- |
| |                                                     |                                                     |                                                     |                                                     |
| År |                                                     |                                                     | Folkmängd                                           |                                                     |
| 1750 | 1750                                                |                                                     | 437                                                 |                                                     |
| 1760 | 1760                                                |                                                     | 550                                                 |                                                     |
| 1769 | 1769                                                |                                                     | 556                                                 |                                                     |
| 1780 | 1780                                                |                                                     | 495                                                 |                                                     |
| 1790 | 1790                                                |                                                     | 506                                                 |                                                     |
| 1800 | 1800                                                |                                                     | 586                                                 |                                                     |
| 1810 | 1810                                                |                                                     | 538                                                 |                                                     |
| 1820 | 1820                                                |                                                     | 635                                                 |                                                     |
| 1830 | 1830                                                |                                                     | 656                                                 |                                                     |
| 1840 | 1840                                                |                                                     | 814                                                 |                                                     |
| 1850 | 1850                                                |                                                     | 864                                                 |                                                     |
| 1860 | 1860                                                |                                                     | 940                                                 |                                                     |
| 1870 | 1870                                                |                                                     | 919                                                 |                                                     |
| 1880 | 1880                                                |                                                     | 849                                                 |                                                     |
| 1890 | 1890                                                |                                                     | 735                                                 |                                                     |
| 1900 | 1900                                                |                                                     | 617                                                 |                                                     |
| 1910 | 1910                                                |                                                     | 506                                                 |                                                     |
| 1920 | 1920                                                |                                                     | 510                                                 |                                                     |
| 1930 | 1930                                                |                                                     | 473                                                 |                                                     |
| 1940 | 1940                                                |                                                     | 398                                                 |                                                     |
| 1950 | 1950                                                |                                                     | 398                                                 |                                                     |
| 1960 | 1960                                                |                                                     | 405                                                 |                                                     |
| Anm: Källor: Umeå universitet - Tabellverket 1749-1859, Demografiska databasen, CEDAR, Umeå universitet. |                                                     |                                                     |                                                     |                                                     |